# 蚌埠公交136路

蚌埠公交136路，是中国安徽省蚌埠市的一条公交线路，由客运南站开往义乌商贸城，由蚌埠市公共交通集团有限公司管理、运营。

## 历史

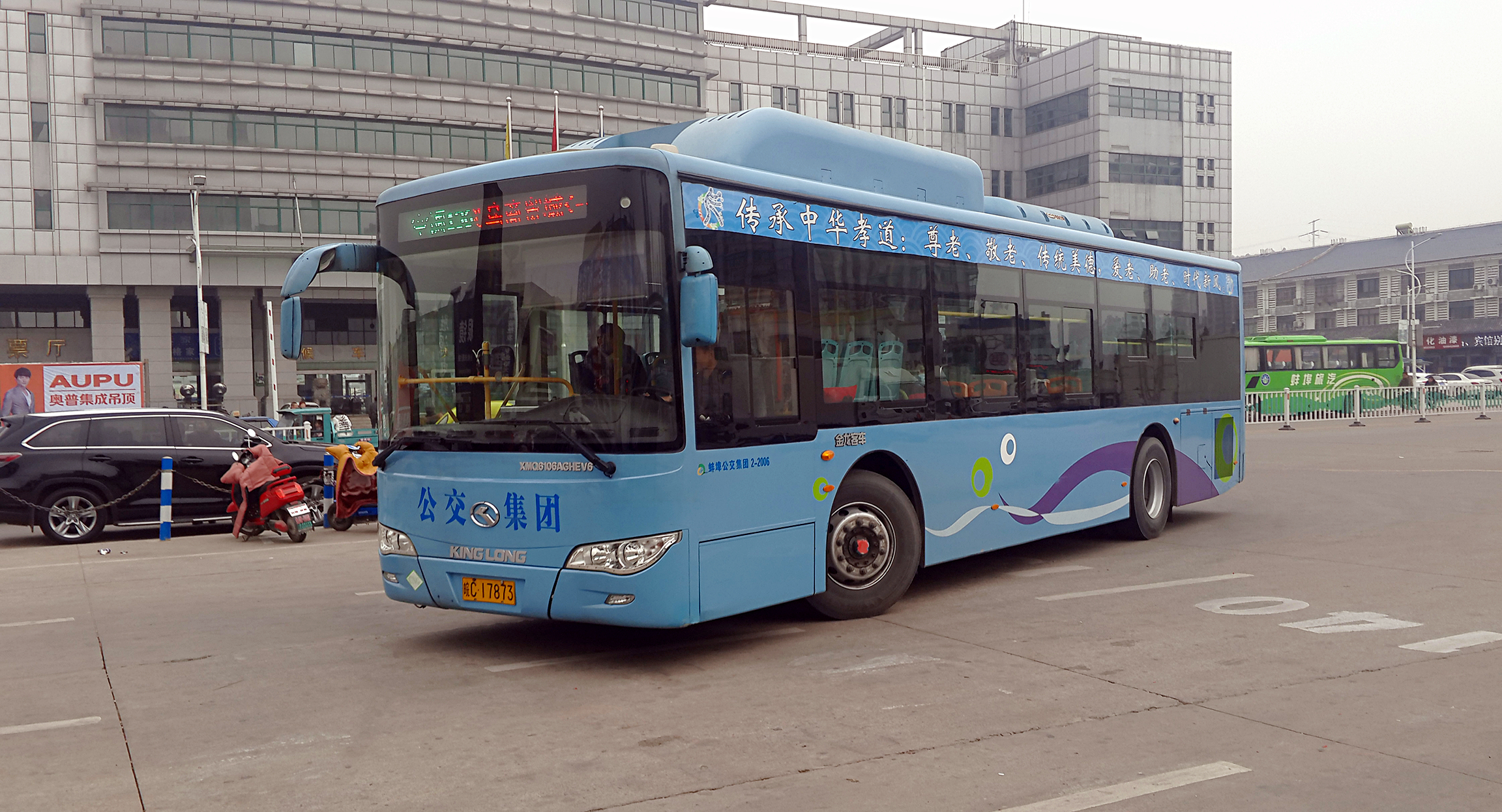
136路曾经使用的大金龙HK6105HGQ
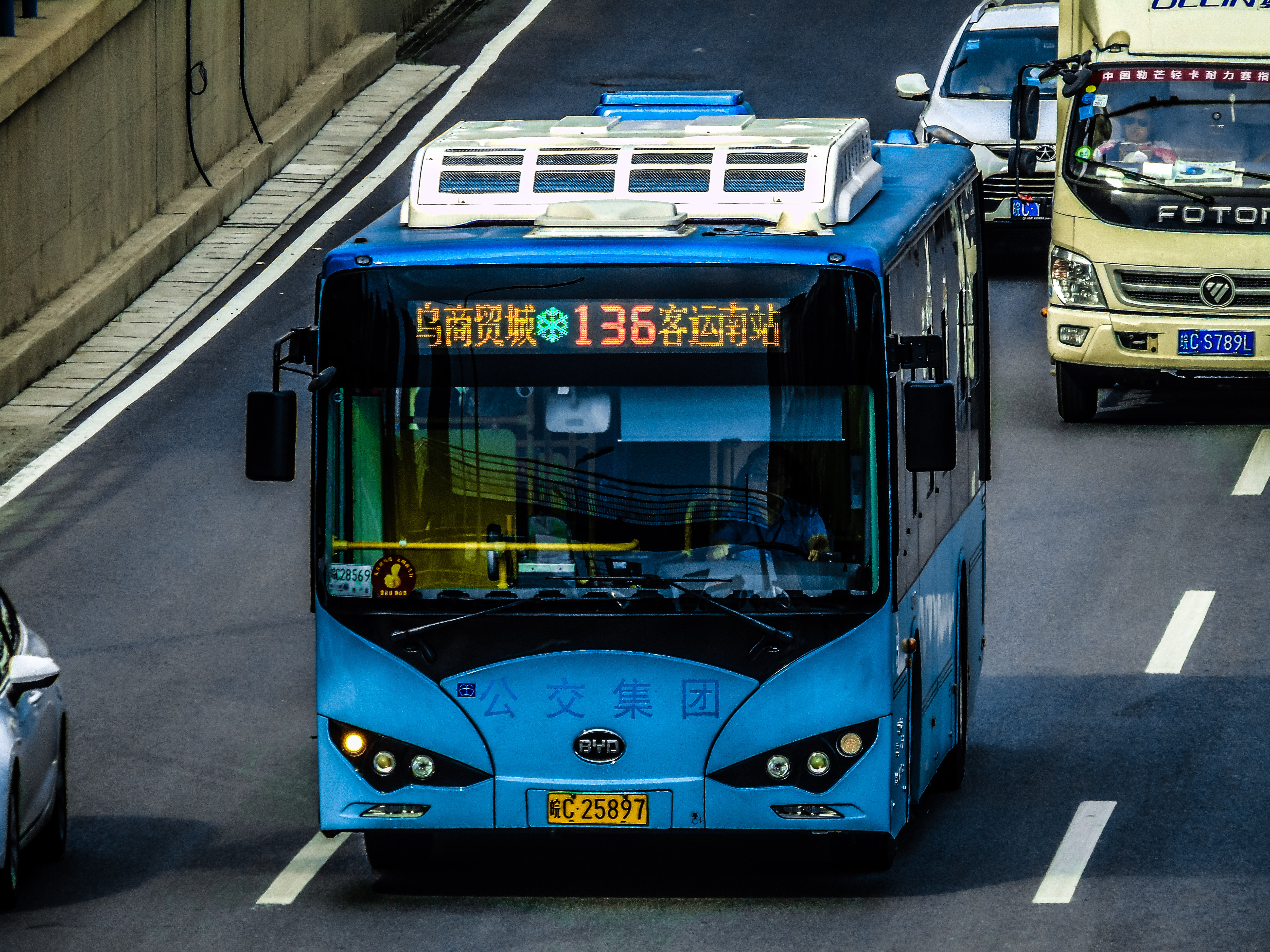
136路现在使用的比亚迪K8A型纯电动客车

- 2014年5月5日，为促进义乌商贸城、太平街市场及光彩大市场间商贸物流快速发展，136路公交线正式开通。线路大致走向为：义乌商贸城经淮上大道、朝阳路淮河公路桥、华运超市、太平街、一中、朝阳路、万达广场、光彩大市场客运南站。线路运营时间为6：30至19：00。眼下为线路开通初期，根据沿线客流情况，发车密度为20分钟一班。以后将根据客流变化和沿线需求，适时增加发车密度，延长运营时间。[4]
- 2016年3月3日起，为方便市民出行，公交136路停靠中医院站。136公交线路为：客运南站、工农路新昌南路、光彩市场、朝阳路红旗五路、公交集团、朝阳路南岗四路(南)、朝阳路南岗四路(北)、朝阳路红旗一路、四中、一中、太平街、淮河路纬二路、朝阳路淮河路、朝阳路桥北、小蚌埠、淮上区政府、中医院站(淮上大道)、昌明街、义乌商贸城南、义乌商贸城。 [5]
- 2017年7月，蚌埠公交集团购置的数台比亚迪K8A型纯电动空调车投入136路运营。[6][7][8][9]
- 2018年6月8日，为方便合一冷鲜城和海吉星农贸市场周边商户出行，蚌埠公交136路由义乌商贸城延伸至合一冷鲜城首末站。

## 站点

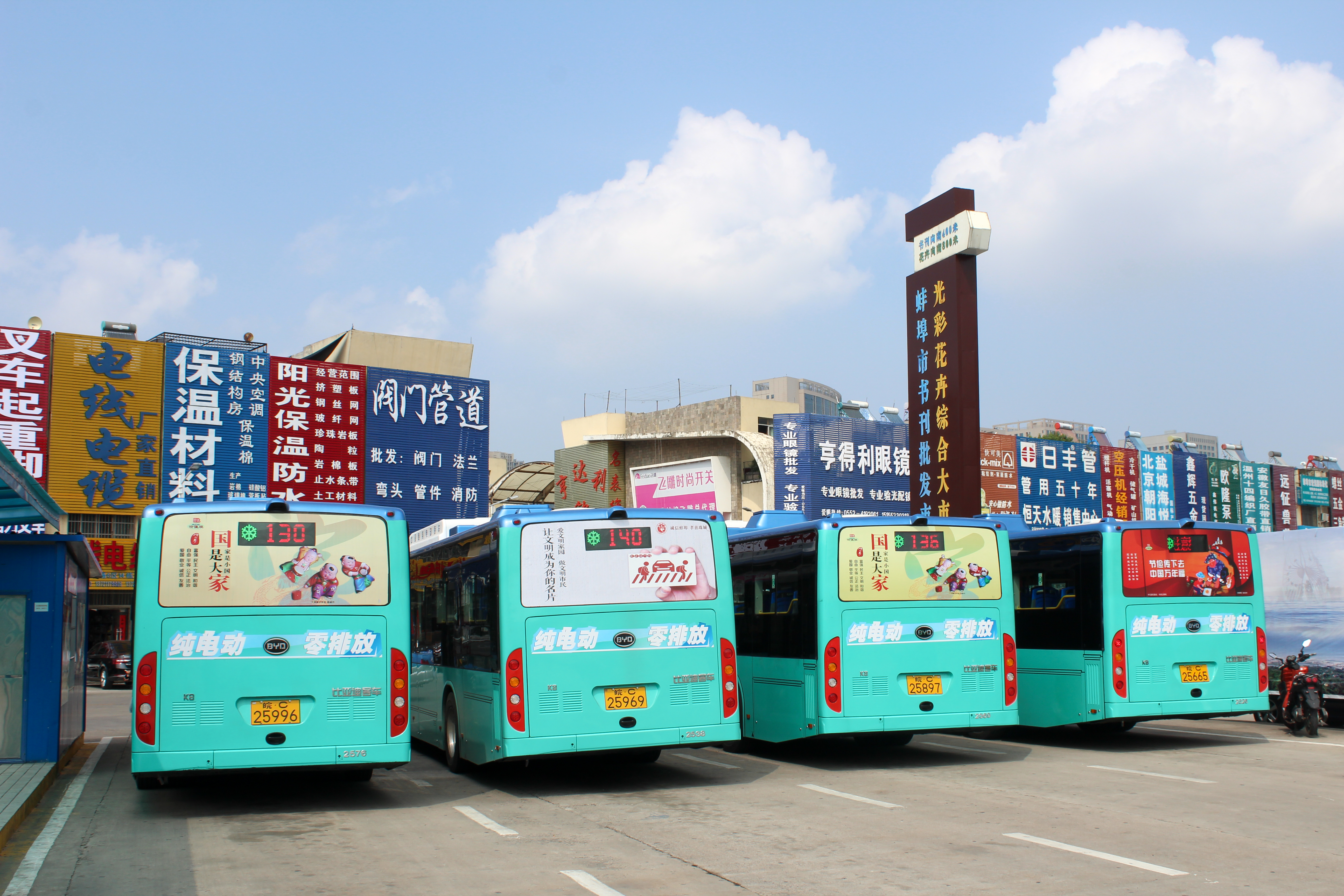
蚌埠公交130路，133路，136路，140路在客运南站。

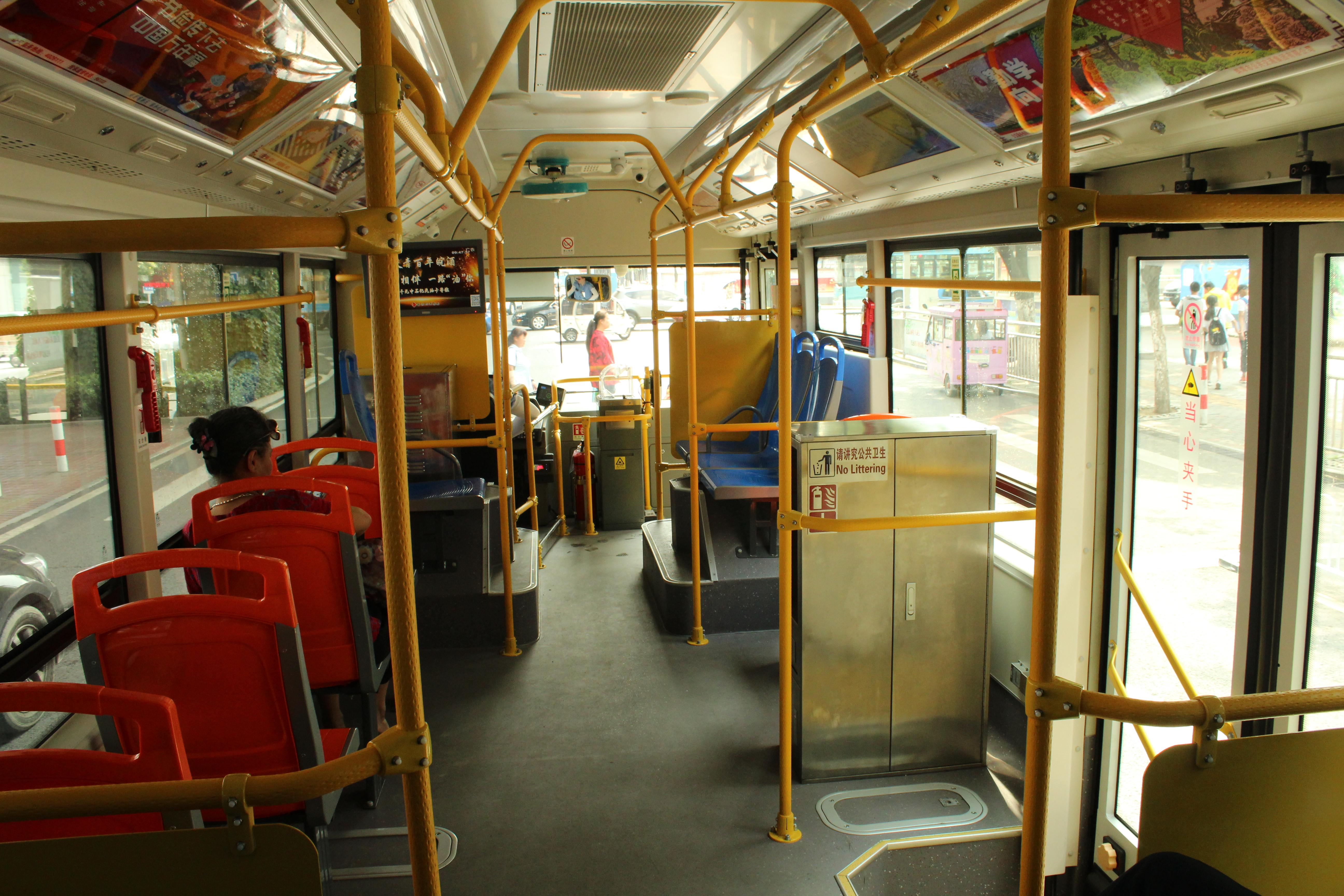
蚌埠公交136路比亚迪K8内饰

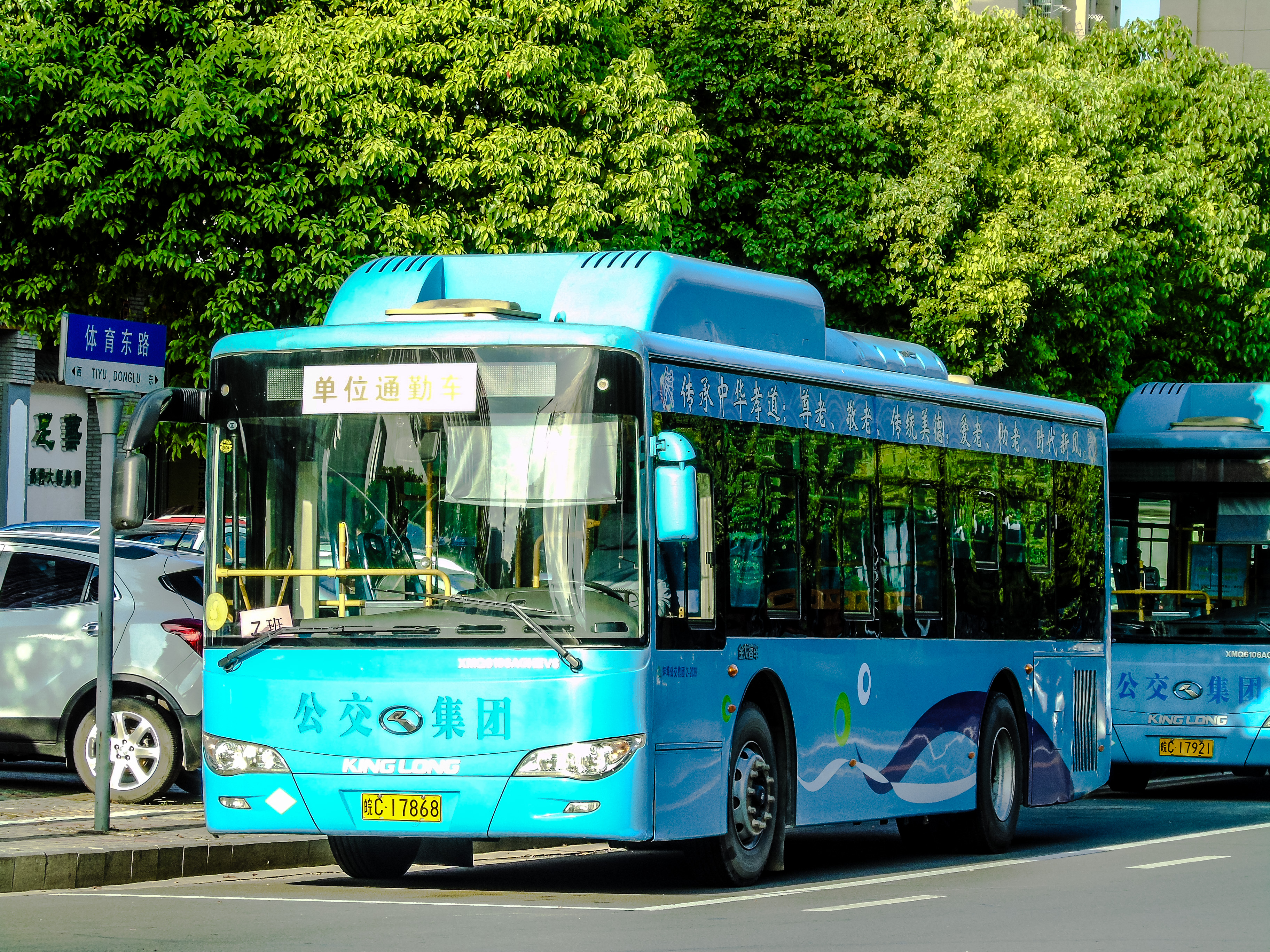
蚌埠公交136路退役车辆现为通勤车

### 途经站
- 往合一冷鲜城首末站 ： 客运南站 - 工农路·光彩一路 - 光彩市场 - 朝阳路·红旗五路 - 公交集团 - 南岗四路（南） - 南岗四路（北） - 朝阳路·红旗一路 - 四中 - 一中 - 太平街 - 淮河路·纬二路 - 朝阳路桥（北） - 国购广场东（单边） - 小蚌埠 - 淮上区政府 - 上河时代（单边） - 中医院（南） - 淮上大道·昌明街（单边） - 风情街（单边） - 义乌商贸城（南） - 中恒集团（单边） - 义乌商贸城  - 双墩路·解放路 -  行知中学 - 海吉星水果区 - 海吉星蔬菜区 - 合一冷鲜城 - 合一冷鲜城首末站
- 往客运南站 ： 合一冷鲜城首末站 - 合一冷鲜城 - 海吉星蔬菜区 - 海吉星水果区 - 行知中学 - 双墩路·解放路 - 职教园区 - 昌隆街 - 义乌商贸城 - 义乌商贸城（南） - 中医院（南） - 淮上区政府 - 小蚌埠 - 朝阳路桥（北） - 淮河路·纬二路 - 太平街 - 一中 - 四中 - 朝阳路·红旗一路 - 南岗四路（北） - 南岗四路（南） - 公交集团 - 朝阳路·红旗五路 - 光彩市场 - 工农路·光彩一路 - 客运南站[10]

### 换乘站
以下内容均统计自：蚌埠市公共交通集团有限公司营运线路一览表
- 客运南站 ： 109路 110路 118路 130路 133路 140路 156路 微3路 303路 215路
- 工农路·光彩一路 ： 109路 118路 156路 303路
- 光彩市场 ： 123路 138路 156路 微3路
- 朝阳路·红旗五路 ： 103路 110路
- 公交集团 ： 103路 110路
- 南岗四路南 ： 103路 101路 110路 环线1路 机场专线
- 南岗四路北 ： 101路 119路（单边） 135路（单边）
- 朝阳路·红旗一路 ： 103路 104路 119路 135路 环线1路
- 四中 ： 103路 101路 104路 119路 126路 135路 环线1路
- 一中 ： 101路 102路 103路 106路 108路 116路 环线1路 302路
- 太平街 ： 102路 103路 125路 环线1路
- 淮河路·纬二路 ： 104路 105路 110路 112路 125路 128路 119路 135路 301路 201路
- 朝阳路桥北 ：119路 125路 126路 135路 201路 202路
- 国购广场东（单边） ：119路 125路 126路 135路 201路
- 小蚌埠 ：119路,135路,202路
- 淮上区政府 ：135路,202路
- 上河时代（单边） ：135路
- 风情街 ： 112路
- 义乌商贸城（南） ： 112路
- 中恒集团（单边） ： 112路（单边）
- 义乌商贸城 ： 112路 127路 202路 204路

## 票价
- 未持卡乘客普通车投币1元，空调车投币2元。
- 持普通电子钱包卡普通车0.9元/次，空调车1.8元/次。
- 持学生月票卡普通车0.18元/次，成人卡0.36元/次，空调车加1元。
- 持老人卡、拥军卡、爱心卡的乘客免费乘车。[11]

## 资料来源
1. ↑  .   [2017-08-21]. （原始内容存档于2017-08-02）.
2. ↑  .   [2017-08-21]. （原始内容存档于2017-08-01）.
3. ↑  .   [2017-08-21]. （原始内容存档于2017-08-07）.
4. ↑  蚌埠136路公交线开通 从义乌商贸城至客运南站
5. ↑  .   [2017-08-21]. （原始内容存档于2016-04-01）.
6. ↑  .   [2017-08-21]. （原始内容存档于2020-08-11）.
7. ↑  .   [2017-08-21]. （原始内容存档于2019-07-23）.
8. ↑  .   [2017-08-21]. （原始内容存档于2017-07-31）.
9. ↑  .   [2017-08-21]. （原始内容存档于2017-07-31）.
10. ↑  .   [2017-08-21]. （原始内容存档于2017-07-08）.
11. ↑  .   [2017-08-21]. （原始内容存档于2018-03-09）.